# Kumtepe
Kumtepe is de oudst bekende vaste nederzetting in de Troas, de landstreek in Noordwest-Anatolië, gelegen op de westelijke oever van de antieke Skamandros (de Karamenderes) op 5 km ten noordwesten van Troje. Kumtepe kent vier woonlagen, Kumtepe IA, IB, IC en II. De laatste twee zijn in de twintigste eeuw sterk verstoord. Het zijn echter vooral de relatief onverstoorde IA en IB die de archeologen interesseren, omdat ze ouder zijn dan andere nederzettingen in de regio. Het betreft een ovale heuvel, zowat 100 m lang en 8 m hoog.

## Stichting en ontwikkeling
Rond 4800 v.Chr. werd het eerste dorp op Kumtepe gesticht. De inwoners leefden van de visvangst. Ook oesters stonden veel op het menu. De doden werden begraven, maar zonder grafgiften. Kumtepe A valt onder het late Neolithicum, maar de bewoners kenden al het gebruik van koper. Rond 4500 voor onze jaartelling werd het dorp weer verlaten.
Rond 3700 v.Chr. kwamen er nieuwe kolonisten in Kumtepe. De mensen van deze nieuwe cultuur, die Kumtepe B wordt genoemd, bouwden relatief grote huizen met meerdere kamers, soms met voorportaal. Zij bedreven veeteelt en akkerbouw. De belangrijkste huisdieren waren geiten en schapen, die niet alleen voor het vlees, maar ook voor melk en wol werden gebruikt. Naast koper kenden zij ook lood en brons. Kort na 3000 v.Chr. werden gelijklopend met de opkomst van de zeemacht der Minoïsche beschaving de plaatsen Yassıtepe en Hisarlık (Troje), waarschijnlijk vanuit Kumtepe, gekoloniseerd.

## Archeologische vondsten
In 1934 voerden J. W. Sperling en H. Z. Koşay (in het kader van de opgravingen van Blegen in Troje) de eerste opzoekingen op Kumtepe uit. Daarbij konden zij vaststellen dat de lagen A en B ouder waren dan Troje I (ca. 3000 v.Chr.)
Van 1993-1995 werden onder Manfred Korfmann opnieuw opgravingen uitgevoerd op Kumtepe. Daaruit bleek dat er zich tussen de eerste lagen A en B een tijdvak van meerdere eeuwen bevond. Uit recente C14-datering is gebleken dat laag A tussen eind 6e begin 5e millennium v.Chr. geplaatst moet worden. De daarop volgende periode B liet zich dan in het laatste derde van het 4e millennium v.Chr. dateren. De lagen C en II liggen ongeveer in de tijd van Troje I.
Bij de opgravingen van Kumtepe kwamen zowel stenen fundamenten van gebouwen aan het licht als keramiek. Grote hoeveelheden mossel- en oesterschelpen onder de vondsten in laag A wijzen op een groot aandeel aan zeevruchten in het menu, temeer daar in de tijd van de vestiging de plaats vlak aan zee lag. Ook vijgen en peulvruchten waren naar archeobotanisch onderzoek uitwees van betekenis in de eetgewoonten van de bewoners. In de volgende perioden won het verbouwen van graan aan belang, eerst gerst, dan in periode C emmertarwe en eenkoorn, zoals in Troje I.
Onder de opgegraven gebruiksvoorwerpen treden in laag A nog obsidiaan voor spiegels en werktuigen, en marmer voor vaatwerk op de voorgrond, terwijl in Kumtepe B een toename van koper en brons is vast te stellen. Ook spindels werden gevonden. De vondst van spinrokkens en weefgewichtjes in terracotta is eveneens sterk vertegenwoordigd in Troje I.
Keramiek afkomstig van de eerste opgravingen is tentoongesteld in de musea van Istanboel en Ankara, terwijl die van de nieuwe vondsten in het Archeologisch Museum van Çanakkale zijn te zien.
In 1995 werden zes uit de rots gehouwen graven met elk de overblijfselen van een volwassene gevonden. Ook werden in lagen B en C begraafplaatsen van zuigelingen in kruiken aangetroffen.